# Truyện nhà Twist
Truyện nhà Twist (tiếng Anh: Round the Twist) là một phim giả tưởng thiếu nhi do hãng ACTF triển khai, xuất phẩm giai đoạn 1990 - 2001.

## Lịch sử
Truyện phim phỏng theo loạt tiểu thuyết Truyện bí hiểm hàng ngày của tác giả Paul Jennings. Tuy nhiên, trong quá trình quay phim và thay đổi diễn viên, phía nhà sản xuất đã thêm bớt nhiều chi tiết cùng tập mới cho hợp hoàn cảnh.

## Nội dung
Ở một hải đảo nào đó, có ông Tony Twist sống cùng ba con Pete, Linda và Bronson trong một ngọn hải đăng cổ. Ban ngày, họ bầu bạn với tiếng sóng biển, lũ chim hải âu và ban đêm thi thoảng có nhà Gribble ghé chơi.
Cho đến một dạo, các con đã đủ lớn để rởi đảo vào đất liền nhập trung học. Ông Tony buồn chán bèn từ cảm mến đến yêu cô Fiona Richmond góa chồng. Và tự bấy, có biết bao hiện tượng lạ cứ liên tiếp xuất hiện dưới tháp hải đăng, kéo cả nhà Twist vào bao truyện dở mếu dở cười.

## Kĩ thuật
Phim được thực hiện chủ yếu tại hải đăng Tổ Hùng Ưng và một số địa điểm bang Victoria.

### Sản xuất
- Tuyển lựa: Gregory Apps

### Diễn xuất
| Nhân vật              | Phần 1 (1990)     | Phần 2 (1993)     | Phần 3 (2000)     | Phần 4 (2001)     |
| --------------------- | ----------------- | ----------------- | ----------------- | ----------------- |
| Tony "Dad" Twist      | Richard Moir      | Richard Moir      | Andrew Gilbert    | Andrew Gilbert    |
| Pete Twist            | Sam Vandenberg    | Ben Thomas        | Rian McLean       | Rian McLean       |
| Linda Twist           | Tamsin West       | Joelene Crnogorac | Ebonnie Masini    | Ebonnie Masini    |
| Bronson Twist         | Rodney McLennan   | Jeffrey Walker    | Mathew Waters     | Mathew Waters     |
| Fay James             | Robyn Gibbes      | Robyn Gibbes      | Trudy Hellier     | Susanne Chapman   |
| Helen "Nell" Richards | Bunney Brooke     | Bunney Brooke     | Marion Heathfield | Marion Heathfield |
| Mr. Harold Gribble    | Frankie J. Holden | Mark Mitchell     | Mark Mitchell     | Mark Mitchell     |
| Matron Gribble        | Judith McGrath    | Jan Friedl        | Christine Keogh   | Christine Keogh   |
| James Gribble         | Lachlan Jeffrey   | Richard Young     | Brook Sykes       | Brook Sykes       |
| Tiger Gleeson         | Cameron Nugent    | Nick Mitchell     | Tom Budge         | Tom Budge         |
| Rabbit                | Stuart Atkin      | Drew Campbell     | Samuel Marsland   | Samuel Marsland   |
| Fiona Richmond        | Daisy Cameron     | Zeta Briggs       | Katie Barnes      | Katie Barnes      |
| Mr. Ralph Snapper     | Esben Storm       | Esben Storm       | Esben Storm       | Ernie Gray        |

## Hậu trường

### Phát hành
The YouTube channel Twisted Lunchbox, managed officially by the ACTF, has uploaded all episodes of Round the Twist in standard definition. The ACTF website sells digital standard definition copies of all four Round the Twist seasons. The fourth series is also available in HD.
In the UK Round The Twist was released on DVD, the first three DVDs were given a U rating and the fourth DVD was given a PG rating.
On ngày 2 tháng 2 năm 2010, Magna re-released the whole series in a new packaged box set as 'Completely Twisted Collection'. Series 1, Series 2, Series 3 and Series 4 were released as individual series sets on ngày 1 tháng 7 năm 2010 through Magna.

### Ảnh hưởng
| “                                                      | Được chuyển thể từ tác phẩm Chuyện Bí Hiểm Hàng Ngày của nhà văn Paul Jennings, Chuyện Nhà Twist từng được VTV3 phát sóng vào lúc 18:00 hàng ngày (giờ vàng cho phim teen ngày trước) trong quãng thời gian năm 2000 – 2001. Nội dung phim kể về gia đình Twist sống tại một ngọn hải đăng và hàng ngày các thành viên đều gặp những điều kỳ dị, ma quái mà không ai có thể lý giải được. 2 anh em Pete và Linda là 1 cặp sinh đôi nhưng lại không hề giống nhau: trong khi Pete hậu đậu, "mê gái" thì Linda lại cực kỳ thông minh và giỏi võ. Cậu em út Bronson thì tham ăn hết biết và đặc biệt là có 1 "mùi hương" phát ra từ đôi chân khiến ai có dịp "thưởng thức" cũng đều bị ngất xỉu. Khi được dựng thành phim, mọi diễn biến các câu chuyện đều xoay quanh gia đình Twist chứ không xảy ra với nhiều nhân vật khác nhau như trong truyện. Chuyện Nhà Twist được thực hiện từ năm 1989, có độ dài 4 phần và cứ sau mỗi phần thì toàn bộ diễn viên lại được thay bằng 1 ekip mới để tạo sức hấp dẫn cho khán giả. Đặc biệt trong phần 2, người đóng vai cậu em út Bronson chính là Jeffrey Walker – nam diễn viên từng xuất hiện trong 2 bộ phim Cô Gái Đại Dương và Hiệp Sĩ Vượt Thời Gian cũng rất hot vào ngày đó. Chuyện Nhà Twist hội tụ đầy đủ các yếu tố hấp dẫn: từ hài hước, tình cảm đến bí ẩn, rùng rợn và đặc biệt là khiến cho trẻ em cảm thấy trí tưởng tượng bay xa hơn. Những câu chuyện như Chiếc Máy Phát Hiện Nói Dối, Bệ Xí Bọc Nhung, Thuốc Đánh Răng Một Lần... đã đem đến cho các teen ngày trước những tiếng cười "nổ tung trời" và ai cũng say mê theo dõi không sót một tập nào. Mặc dù tác phẩm Chuyện Bí Ẩn Thường Ngày có độ dài 6 cuốn được xuất bản tại Việt Nam từ rất lâu trước đó nhưng phải sau khi Chuyện Nhà Twist được phát sóng trên truyền hình, series truyện này mới trở nên "cháy hàng". | ” |
| — Khán giả NamND, 10 bộ phim đi vào lòng khán giả 8-9X | |   |